# Silvano Varettoni
Silvano Varettoni (Pieve di Cadore, 3 dicembre 1984) è un ex sciatore alpino italiano.

## Biografia

### Carriera sciistica
Specialista di discesa libera e supergigante originario di Borca di Cadore, Varettoni ha iniziato a partecipare a gare FIS nel dicembre del 1999 e ha esordito in Coppa Europa il 6 marzo 2001 a Sestriere (74º in discesa libera). Il 10 febbraio 2004 ha ottenuto la medaglia d'argento nella discesa libera ai Mondiali juniores di Maribor. Il 15 dicembre 2006 ha fatto il suo esordio in Coppa del Mondo, nel supergigante della Val Gardena (39º), mentre il 3 febbraio 2007 a Tignes ha colto nella medesima specialità il primo podio in Coppa Europa (2º).
Dopo aver saltato tutta la stagione 2008-2009 a causa di un infortunio riportato durante la discesa libera di Kvitfjell del 29 febbraio 2008 (trauma distorsivo al ginocchio destro con lesioni del legamento crociato anteriore, del compartimento mediale e del tendine rotuleo), è tornato alle gare nella stagione successiva. Il 10 febbraio 2012	a Sarentino ha vinto la sua prima gara in Coppa Europa, un supergigante; all'inizio della stagione successiva ha concluso per la prima volta una gara di Coppa del Mondo tra i primi dieci (9º nella discesa libera della Val Gardena del 15 dicembre 2012), mentre a fine stagione ha ottenuto il primo piazzamento fra i primi cinque (5° nella discesa libera di Kvitfjell del 2 marzo 2013).
Il 28 febbraio 2015 ha ottenuto il suo miglior piazzamento in Coppa del Mondo, il 4º posto nella discesa libera di Garmisch-Partenkirchen. Si è ritirato al termine della stagione 2015-2016; la sua ultima gara in Coppa del Mondo è stato il supergigante di Chamonix del 20 febbraio (35º) e la sua ultima gara in carriera il supergigante dei Campionati italiani 2016, il 25 marzo a Sella Nevea (13º). In carriera non ha preso parte né a rassegne olimpiche né iridate.

### Altre attività
Dopo il ritiro è diventato commentatore sportivo della rete televisiva Eurosport per le gare di Coppa del Mondo di sci alpino e si è cimentato del Trail Running con buoni risultati nelle gare di casa (Cortina Trail e Ultra Dolomites Trail) durante la settimana della Lavaredo Ultra Trail. Fa parte del Team Peggiori Alpine Runnig.

## Palmarès

### Mondiali juniores
- 1 medaglia:
  - 1 argento (discesa libera a Maribor 2004)

### Coppa del Mondo
- Miglior piazzamento in classifica generale: 60º nel 2014

### Coppa Europa
- Miglior piazzamento in classifica generale: 6º nel 2013
- 7 podi (2 in discesa libera e 5 in supergigante):
  - 2 vittorie
  - 4 secondi posti
  - 1 terzo posto

#### Coppa Europa - vittorie
| Data             | Località              | Paese  | Specialità |
| ---------------- | --------------------- | ------ | ---------- |
| 10 febbraio 2012 | Sarentino             | Italia | SG         |
| 14 marzo 2013    | Soči Krasnaja Poljana | Russia | SG         |

Legenda:

SG = supergigante

### Campionati italiani
- 2 medaglie[3]:
  - 2 bronzi (discesa libera, supergigante nel 2013)